# 海蝶音樂
海蝶音樂私人有限公司（英語：Ocean Butterflies Music Pte Ltd.）是一家成立於1986年的新加坡音樂製作公司，由許環良、黃元成、吳劍峰、許南盛、張家強等人聯手創辦，業務涵蓋新加坡、馬來西亞、香港、台灣、中國大陆等地區。
該公司於1997年在馬來西亞成立旗下子公司——海螺音樂，並在2000年和2003年分別於台北及北京設立分部。曾於2007年在香港設立分部。2015年，該公司正式與北京太合麥田、百度音樂合組太合音乐集团，成為該集團的旗下子公司之一。2017年，太合音乐集团併購北京亞神音樂。

## 旗下藝人

### 海蝶音樂（新加坡）
| 女歌手    | 女歌手 | 女歌手 |
| --------- | ------ | ------ |
| 謝慧嫻    |        |        |
| 組合      |        |        |
| StellaVee |        |        |

### 海蝶音樂（台灣）
| 女歌手 | 女歌手 | 女歌手 |
| ------ | ------ | ------ |
| 嚴正嵐 |        |        |

### 海蝶音樂（中國大陸）
| 男歌手 | 男歌手 | 男歌手 |
| ------ | ------ | ------ |
| 蘇勳倫 | 许嵩   | 尹毓恪 |
| 戴荃   | 徐炳超 |        |

## 已解約藝人
- 陳潔儀（1993年-2004年）部份出品合約由台灣立得唱片、上華唱片；香港新藝寶唱片；新加坡波麗佳音、環球唱片負責，2004年淡出歌壇；2009年復出自設Banshee Empire，2015年轉投海蝶音樂的母公司太合音樂集團旗下品牌「太合麥田」，2021年轉投齊鼓文化成為合作藝人
- 伊雪莉（1998-2000年）部份出品合約由環球唱片負責，2000年淡出歌壇
- 兩個女生（1997年—2000年）部份出品合約由科藝百代負責，2000年解散
- 蔡淳佳（2000年—2003年）部份出品合約由新力音樂負責，2002年解約，2004年轉投Music Street/華納音樂，2011年成立淳佳音樂工作室，2015年轉投誠利千代娛樂
- 鄭必愛（2001年—2005年）2005年解約
- 王介安（2001年—2004年）2004年解約
- 淑惠美娜（2001年—2004年）2004年解散
- 陶晶瑩（2004年—2005年）2006年解約，2013年加盟少城時代
- 蕭瀟（2005年—2008年）2008年解約
- 譚俊彥（2006年—2008年）2008年解約
- 王傳一（2006年—2008年）2008年解約
- 張鳳鳳（2006年—2008年）2008年解約
- 洪俊揚（2006年—2008年）2008年解約
- 李冰冰（2007年—2008年）2008年解約
- 張信哲（2006年—2009年）中國及新馬地區唱片發行約，2009年解約
- 解昕怡（2007年—2009年）2009年解約
- 胡靈（2008年—2009年）2009年解約，2009年自立品牌新鮮音樂
- 金莎（2003年—2011年）2011年解約，自立品牌金莎工作室，唱片約由天浩盛世發行
- 林俊傑（2002年—2011年）2011年解約，轉投華納音樂
- 阿杜（2002年—2011年）2011年解約，轉投樂華娛樂
- 東于哲（2009-2010年，2011年僅台灣唱片發行約）2010年轉投S100娱乐，因S100娱乐重组并改名为摩尔娱乐，因此在2015年合约转至摩爾娛樂
- Fuying&Sam（2012年—2015年）2015年台灣發行商轉為亞神音樂，2017年台灣發行商為時大音樂
- 小蟲（2008-2010年）2010年解約，2013年轉投金牌大風
- Jerry & Merry（2010年）
- 袁成杰（2011年—2012年）
- 林宇中 (2002年—2011年)2011年解約，之後2013年返回（只有唱片約）2013年正式解約
- 謝佳見（2011年—2013年）2013年合約期滿，2016年轉投華研國際音樂
- 廖語晴（2011年—2013年）2013年解約
- 東南（2012年—2014年）2014年解約
- 戴祖雄（2012年—2013年）2013年解約
- 宥勝（2013年—2014年）2014年解約
- 劉子千（2013年—2014年）中國地區唱片發行約，2014年解約
- 張婧（2009年—2014年）2014年解約
- 程晨 (2014年，僅單曲發行合約)
- 張子瑄（2013年）
- 蘇盈之（僅唱片約）
- 沈依莎（2014年—2015年；僅單曲合約）
- 琳琳（2012年—2013年）2013年解約
- 艾菲，2015年轉投樂華娛樂
- 曹軒賓，2016年轉投長長娛樂
- 李健（2015年—2016年，自立北京完美堅持文化藝術工作室，僅唱片發行合約）
- 薛炳進，2016年轉投藍色基地工作室
- 何晟銘（2016年—2017年）
- 戚薇，2017年轉投天浩盛世
- 林采欣，（2013年）2016年返回種子音樂及北京聽見時代傳媒
- 薛之謙（2015年－2016年）
- BY2（2007年—2019年）2019年1月8日，宣布與簽約11年的海蝶音樂約滿不續約，往後所有演藝活動將由BY2工作室處理策劃。
- 黃荻鈞，已轉投CTC娛樂
- 張韶涵（2016年—2019年），2019年加盟心喜文化成為合作藝人
- 郭美美（2014年—2020年）
- 張智成（2016年—2020年），2020年約滿不續約
- 方泂鑌（2017年—2020年），2020年約滿
- 品冠（2017年—2020年），2020年重返種子音樂
- 劉惜君（2017年—2020年），2021年轉投太合麥田
- 羅時豐（2017年—2021年），2022年轉投環球音樂
- 張懷顥（2016年—2021年），

## 外部連結
- 官方网站